# Gymnomerus laevipes
Gymnomerus laevipes — вид одиночных ос (Eumeninae).

## Распространение
Палеарктика: от Западной Европы до Дальнего Востока. 

## Описание
Длина 8-11 мм. Виски и темя вздутые, плечевые бугры переднеспинки прямоугольные или слегка приостренные. Гнёзда в стеблях травянистых растений или кустарников (малина, бузина). Провизия - личинки жуков-долгоносиков и гусениц Microlepidoptera.

## Классификация
Единственный вид рода Gymnomerus Blüthgen, 1938 включает подвиды:
- Gymnomerus laevipes (Shuckard, 1837)
  - Gymnomerus laevipes laevipes (Shuckard, 1837)
  - Gymnomerus laevipes scandinavus (Saussure, 1856)